# Апертура і Клаусура

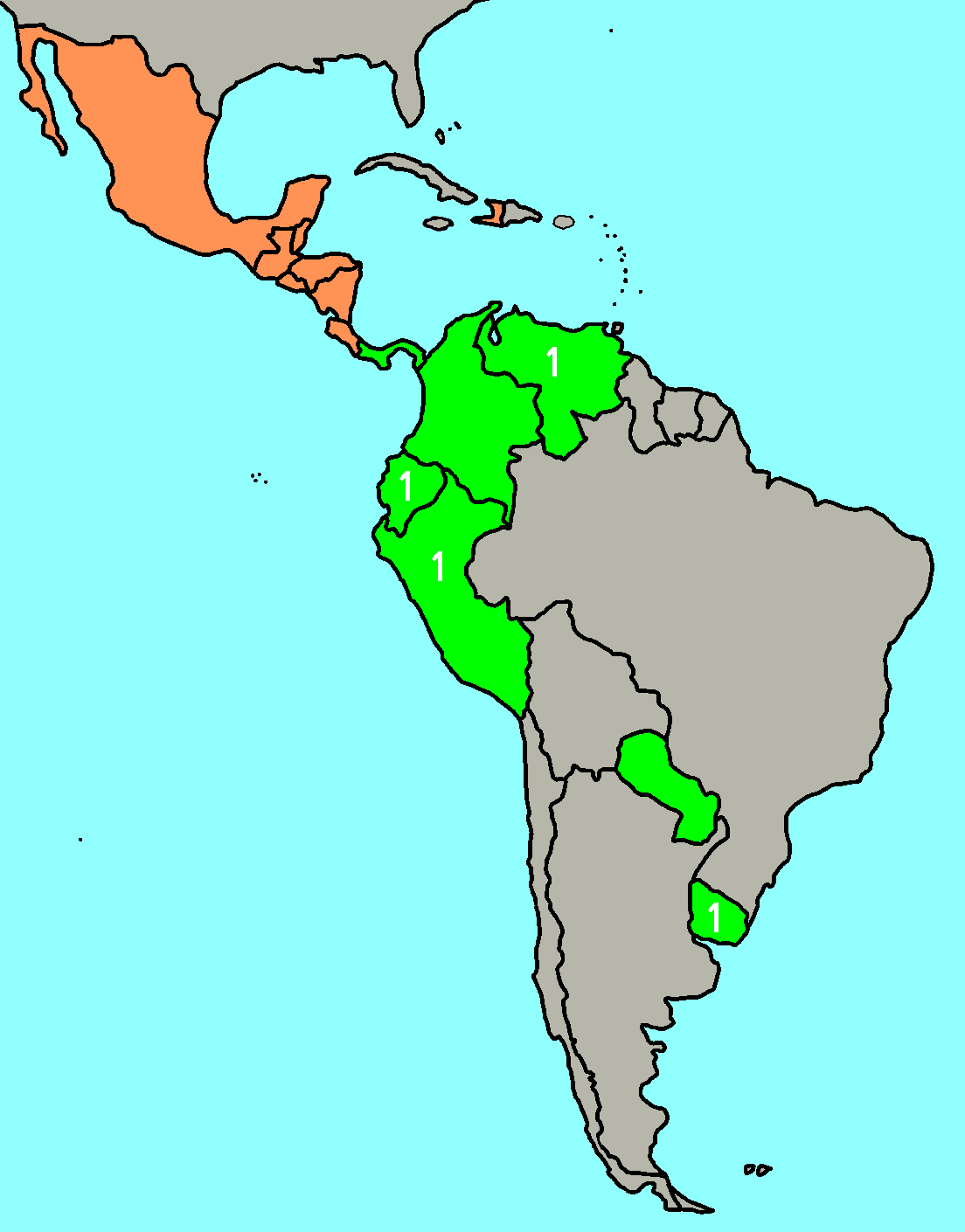
Салатовим кольором позначені країни, де Апертура і Клаусура укладаються на календарний рік; помаранчевим - з «європейською системою» осінь/весна; цифрою 1 вказані країни, де Апертура і Клаусура є лише стадіями єдиної першості

Апертура і Клаусура (ісп. Torneo de Apertura y Clausura) — дві частини національних спортивних змагань, в основному з футболу, в ході яких виявляються чемпіони переважної частини Латиноамериканських країн.
Апертура дослівно означає відкриття, це перша стадія чемпіонату. Клаусура — друга частина футбольного чемпіонату, дослівно перекладається як «закриття».
У більшій частині Латиноамериканських країн Апертура і Клаусура — самостійні чемпіонати (наприклад, в Аргентині, Мексиці, Чилі), в інших (наприклад, в Уругваї) — це лише етапи єдиного чемпіонату.
Як правило, Апертура і Клаусура — це всього лише коло єдиного сезону в країні. Однак є й винятки, зокрема, в Мексиці після регулярного турніру Апертури або Клаусури слідує стадія плей-оф, в якій і визначається чемпіон країни.
У п'яти країнах Апертура і Клаусура — це всього лише стадії єдиного чемпіонату, з тим лише привілеєм, що переможець одного з двох турнірів автоматично потрапляє до національного фіналу проти переможця другого турніру; у разі перемоги в обох стадіях фінал вже не потрібен і та команда визнається чемпіоном. Крім того, ще однією відмінністю від звичайного двоколового чемпіонату є те, що в разі рівності очок за підсумками Апертури або Клаусури, призначається золотий матч за перемогу в даному етапі першості. Така система застосовується, наприклад, в Уругваї.
У Мексиці також існує традиція проводити перед стартом чергового сезону матчі між переможцями двох самостійних чемпіонатів попереднього сезону. Однак такі матчі є лише своєрідною варіацією європейських суперкубків, але ніяк не впливають на чемпіонства граючих команд.

## Апертура і Клаусура за країнами
| Країна     | Вища ліга                 | Чемпіонства                     | Календар                           | Сезони                      |
| ---------- | ------------------------- | ------------------------------- | ---------------------------------- | --------------------------- |
| Аргентина  | Прімера Дивізіон          | Обидва (з 1991/92)              | Європейський (серпень — червень)   | з 1990—1991                 |
| Болівія    | Професійна футбольна ліга | Обидва (з 2003)                 | Європейський (серпень — червень)   | з 1991                      |
| Венесуела  | Прімера Дивізіон          | Єдиний                          | Європейський (серпень — травень)   | з 1996—1997                 |
| Гаїті      | Гаїтянська ліга           | Обидва (з 2002, крім 2005—2006) | Американський (квітень — листопад) | 2002, 2003, 2004—05, з 2007 |
| Гватемала  | Національна ліга футболу  | Обидва                          | Європейський                       | з 1999/2000                 |
| Гондурас   | Національна ліга футболу  | Обидва (з 1997/98)              | Європейський (серпень — травень)   | з 1997—1998                 |
| Еквадор    | Серія А                   | Обидва                          | Американський                      | 2005                        |
| Колумбія   | Прімера А                 | Обидва                          | Американський (лютий — грудень)    | з 2002                      |
| Коста-Рика | Прімера Дивізіон          | Обидва                          | Європейський                       | з 2007/08                   |
| Мексика    | Прімера Дивізіон          | Обидва                          | Європейський (липень — травень)    | з 1996—1997                 |
| Нікарагуа  | Прімера Дивізіон          | Єдиний                          | Європейський                       | ?                           |
| Панама     | Ліга футболу              | Обидва (з 2007)                 | Європейський (липень — травень)    | з 2001                      |
| Парагвай   | Прімера Дивізіон          | Обидва (з 2007)                 | Американський (лютий — грудень)    | з 1996                      |
| Перу       | Прімера Дивізіон          | Єдиний                          | Американський (лютий — листопад)   | 1997—2008                   |
| Сальвадор  | Прімера дивізіон          | Обидва                          | Європейський (серпень — червень)   | з 1998/99                   |
| Уругвай    | Прімера Дивізіон          | Єдиний                          | Європейський (серпень — червень)   | з 1994                      |
| Чилі       | Прімера Дивізіон          | Обидва                          | Американський (січень — грудень)   | з 2002                      |